# Anchuejská klika

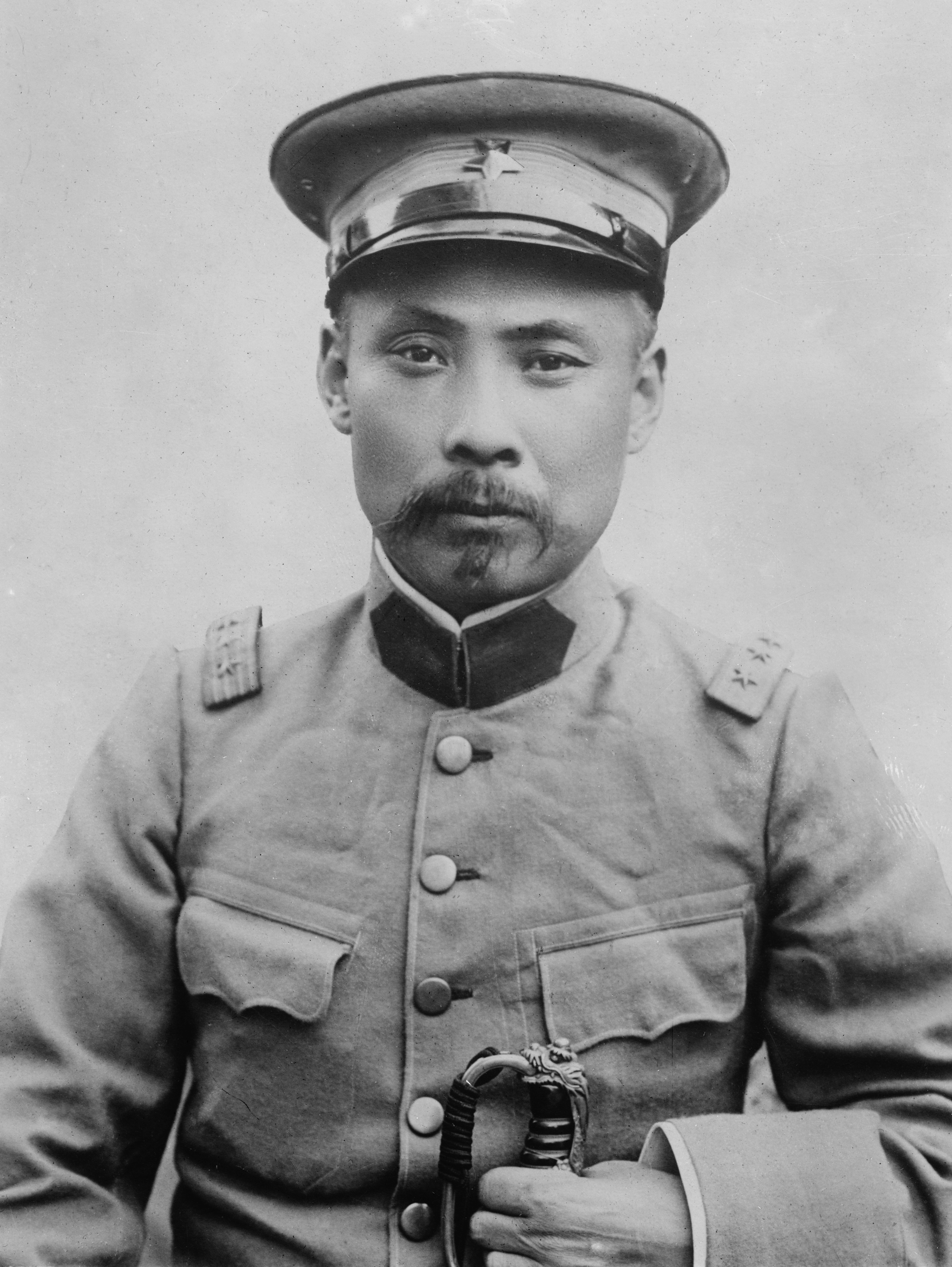
Tuan Čchi-žuej

Anchuejská klika (zjednodušené znaky: 皖系军阀, tradiční znaky: 皖系軍閥, pchin-jin: Wǎn xì jūnfá) byla vojenská skupina vedená Tuan Čchi-žuejem, která vznikla v období vlády Severních militaristů po rozštěpení Pejjangské kliky v roce 1917. Byla pojmenována podle provincie An-chuej, odkud pocházelo několik generálů včetně zakladatele Tuan Čchi-žueje. Ve 20. letech 20. století kontrolovala vládu v Pekingu. Rozpadla se po bojích s klikami Č'-li a Feng-tchien.

## Vznik kliky
V roce 1917 potlačil Tuan Čchi-žuej pokus dynastie Čching o znovuobnovení monarchie. Po tomto incidentu nahradil Li Jüan-chunga na pozici prezidenta Feng Kuo-čang a Tuan Čchi-žuej získal post ministerského předsedy. Kvůli rozdílným názorům se ale skupina začala štěpit a hrozilo, že ostatní militaristé budou chtít vládu v Pekingu svrhnout. Prezident Feng Ku-čang se primárně spoléhal na podporu tří vojenských guvernéru z údolí řeky Jang-c'.
- Li Čchun – provincie Ťiang-su
- Čchen Kuang-jüan – provincie Ťiang-si
- Wang Čan-jüan – provincie Chu-pej

Tito generálové tvořili páteř Č'-liské kliky pojmenované po rodné provincii prezidenta Feng Ku-čanga. Na druhé straně, Tuan Čchi-žuej se dostal do čela Anchuejské kliky, pojmenované po jeho rodné provincii. Tuan Čchi-žuej využil vstupu Číny do Velké Války a zajistil vysoké půjčky z Japonska, které hrály důležitou roli při zakládání politické kliky Anfu a zmanipulování voleb nového parlamentu. Nový parlament zasedl v srpnu 1918 a zvolením Sü Š'-čchanga pomohl získat Anchuejské klice výsadní postavení ve vládě.

## Konflikt klik Č'-li a An-chuej

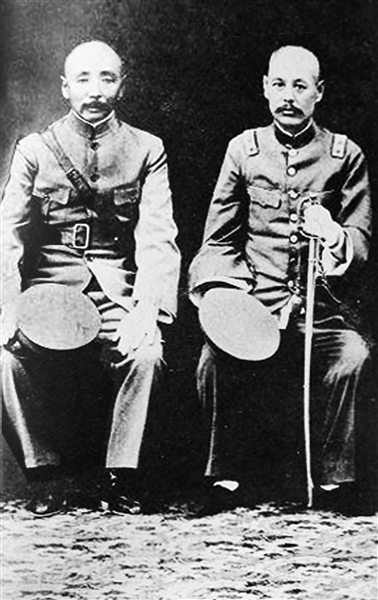
Čang Cuo-lin a Wu Pchej-fu

Mezi oběma klikami panovaly neshody nad způsobem sjednocení země. Tuan Čchi-žuej upřednostňoval agresivní sjednocení jihu. Jeho plánem bylo zbavit se militaristů v provinciích na jihu Číny a sjednotit toto území. Klika Č'-li upřednostňovala taktiku vyjednávání a kompromisu. Doufala, že získá militaristy na svou stranu pomocí politické a finanční podpory. Kvůli silné pro-japonské politice a finanční závislosti na Japonsku, začal Tuan Čchi-žuej ztrácet na popularitě. Po smrti Feng Kuo-žanga se do vedení Č'-liské kliky dostal ambiciozní generál Cchao Kchun a generál Wu Pchej-fu, oba otevřeně kritizovali spolupráci Tuan Čchi-žueje s Japonskem.
Rivalita mezi klikami An-chuej a Č'-li vedla nakonec k válce (zjednodušené znaky: 直皖戰爭, tradiční znaky: 直皖战争, pchin-jin: Zhí wǎn zhànzhēng). Na začátku 20. let odešel Wu Pchej-fu a další členové vedení Č'-li z Chunanu a s pomocí chunanské armády vyhnal příznivce Anchuejské kliky. Navzdory této ztrátě, zůstala Anchuejská klika největší silou na severu Číny, kde kontrolovala široký pás provincií. Č'-liská klika kontrolovala pouze údolí řeky Jang-c' - provincie Chu-pej, Ťiang-si a Ťiang-su. Kvůli obavám z početní převahy vytvořil Cchao Kchun alianci s Čang Cuo-linem, velitelem Fengtchienské kliky v Mandžusku. V létě 1920 zaútočili Cchao Kchun a Čang Cuo-lin zároveň na Tuan Čchi-žuejovy síly a porazili jej. Tuan Čchi-žuej byl se zbytky svých vojsk nucen uprchnout do Pekingu.

## Výsledek
Po válce došlo k výraznému přerozdělení sil na severu Číny. Tuan Čchi-žuej byl nucen rezignovat a Anchuejské klice zůstalo malé území mezi provinciemi Če-ťiang a Fu-ťien. Fengtchienská a Č'-liská klika se spojily a vytvořily novou vládu v Pekingu. Čang Cuo-linova armáda se přesunula do Pekingu a získala kontrolu nad severními provinciemi podél Mandžuských a Mongolských hranic. Zbytek severní a centrální Číny přešel pod kontrolu kliky Č'-li. Spolupráce mezi klikami Č'-li a Fengtian však neměla dlouhého trvání. Brzy se objevil spor o vliv v Pekingské vládě a došlo k první válce. V létě 1922 došlo k další významné bitvě mezi Č'-li a Fengtchien, ve které zvítězila Č'-liská klika v čele s Wu Pchej-fu